# Червоний дипломат. Сторінки життя Леоніда Красіна
«Червоний дипломат. Сторінки життя Леоніда Красіна» (рос. «Красный дипломат. Страницы жизни Леонида Красина») — радянський художній фільм 1971 року, знятий на кіностудії «Ленфільм» в чорно-білому зображенні.

## Сюжет
В основі телефільму — кілька драматичних епізодів з життя червоного дипломата Леоніда Красіна.

## У ролях
- Віктор Бурхарт —  Леонід Красін  (озвучує  Інокентій Смоктуновський)
- Георгій Кавтарадзе —  Авель Єнукідзе
- Олег Хабалов —  Камо
- Донатас Баніоніс —  Сава Морозов
- Ія Саввіна —  Віра Коміссаржевська
- Тамара Уржумова —  Любов Василівна Красіна
- Ірина Куберська —  Наташа
- Лідія Штикан —  мати Сави Морозова
- Костянтин Адашевський —  міністр юстиції
- Дмитро Бессонов —  директор електротехнічної фірми
- Григорій Гай —  Валер'ян Христофорович
- Афанасій Кочетков —  Максим Горький
- Володимир Рецептер —  Герман Федорович
- Віктор Чекмарьов —  Панов, слідчий
- Резо Есадзе —  господар художнього салону
- Антоніна Шуранова —  Тамара Миклашевська
- Людмила Безугла —  Маша, доглядальниця Красіна
- Олексій Баталов —  Олександр Федорович Онєгін
- Сергій Карнович-Валуа —  член англійського уряду
- Лев Лемке —  Михайло Григорович, секретар Красіна
- Володимир Еренберг —  доктор

## Знімальна група
- Режисер:  Семен Аранович
- Автор сценарію:  Борис Добродєєв
- Оператор:  Генріх Маранджян
- Художники-постановники:  Ісаак Каплан,  Белла Маневич-Каплан
- Композитор: Олег Каравайчук